# Vũ Thị Hương
Vũ Thị Hương (* 7. Oktober 1986 in Thái Nguyên) ist eine ehemalige vietnamesische Leichtathletin, die sich auf den Sprint spezialisiert hat. Sie ist Inhaberin der Landesrekorde über 100 und 200 Meter im Freien sowie über 60 Meter in der Halle und zählt mit zahlreichen Medaillen auf kontinentaler Ebene zu den erfolgreichsten Leichtathletinnen ihres Landes.

## Sportliche Laufbahn
Erste internationale Erfahrungen sammelte Vũ Thị Hương im Jahr 2003, als sie bei den Weltmeisterschaften nahe Paris im 200-Meter-Lauf mit 24,63 s in der ersten Runde ausschied. Anschließend gewann sie bei den Südostasienspielen in Hanoi in 11,59 s die Bronzemedaille im 100-Meter-Lauf hinter den Thailänderinnen Orranut Klomdee und Jutamass Tawoncharoen und belegte über 200 Meter in 23,74 s den vierten Platz. Zudem gewann sie mit der vietnamesischen 4-mal-100-Meter-Staffel in 45,57 s die Silbermedaille hinter Thailand und siegte mit der 4-mal-400-Meter-Staffel in 3:38,06 min. 2005 siegte sie in 11,49 s über 100 Meter bei den Südostasienspielen in Manila und sicherte sich in 23,86 s die Silbermedaille im 200-Meter-Lauf hinter der Myanmarerin Kay Khine Lwin. Zudem gewann sie in der 4-mal-100-Meter-Staffel in 45,11 s die Silbermedaille hinter Thailand und stellte damit einen neuen Landesrekord auf. Im Jahr darauf gelangte sie bei den Asienspielen in Doha mit 11,59 s auf Rang vier über 100 Meter und erreichte über 200 Meter das Finale, in dem sie aber nicht mehr an den Start ging. Zudem wurde sie im Staffelbewerb in 44,77 s Vierte. 2007 gewann sie bei den Asienmeisterschaften in Amman in 11,33 s die Silbermedaille im 100-Meter-Lauf hinter Susanthika Jayasinghe aus Sri Lanka und über 200 Meter sicherte sie sich in 23,30 s die Bronzemedaille hinter Jayasinghe und deren Landsfrau Buddika Sujani. Anschließend siegte sie bei den Südostasienspielen in Nakhon Ratchasima in 11,47 s und 23,47 s über 100 und 200 Meter. Im Jahr darauf nahm sie im 100-Meter-Lauf an den Olympischen Spielen in Peking teil und gelangte dort bis ins Viertelfinale, in dem sie mit 11,70 s ausschied.
2009 siegte sie in 7,24 s im 60-Meter-Lauf bei den Hallenasienspielen in Hanoi und belegte über 60 Meter Hürden in 8,49 s den sechsten Platz. Anschließend gewann sie in 11,50 s die Silbermedaille über 100 Meter bei den Asienmeisterschaften in Guangzhou hinter der Japanerin Chisato Fukushima und auch über 200 Meter musste sie sich mit 23,61 s nur Momoko Takahashi aus Japan geschlagen geben. Zudem klassierte sie sich mit der Staffel mit 45,55 s auf dem vierten Platz. Daraufhin verteidigte sie bei den Südostasienspielen in Vientiane mit 11,34 s und 23,31 s ihre Titel über 100 und 200 Meter und gewann mit der Staffel in 44,82 s die Silbermedaille hinter Thailand. Im Jahr darauf nahm sie erneut an den Asienspielen in Guangzhou teil und gewann dort in 23,74 s die Silbermedaille im 200-Meter-Lauf hinter der Japanerin Chisato Fukushima und über 100 Meter sicherte sie sich in 11,43 s die Bronzemedaille hinter Fukushima und Goʻzal Xubbiyeva aus Usbekistan. Zudem gelangte sie mit der Staffel in 44,77 s auf den vierten Platz. 2011 gewann sie bei den Südostasienspielen in Palembang in 11,73 s die Bronzemedaille über 100 Meter hinter der Indonesierin Serafi Anelies Unani und Nongnuch Sanrat aus Thailand und auch über 200 Meter gewann sie in 24,06 s die Bronzemedaille hinter der Thailänderin Jutamass Tawoncharoen und ihrer Landsfrau Lê Ngọc Phượng. Zudem gewann sie auch im Staffelbewerb in 45,12 s die Bronzemedaille hinter Thailand und Indonesien. 2013 siegte sie dann bei den Südostasienspielen in Naypyidaw in 11,59 s über 100 Meter sowie in 23,55 s auch im 200-Meter-Lauf und sicherte sich mit der Staffel in 44,99 s die Silbermedaille hinter Thailand. Im Jahr darauf startete sie erneut bei den Asienspielen im südkoreanischen Incheon und belegte dort in 11,68 s den fünften Platz über 100 Meter und wurde in 23,77 s Achte über 200 Meter. Im Dezember bestritt sie in Palembang ihren letzten offiziellen Wettkampf und beendete daraufhin ihre aktive sportliche Karriere im Alter von 28 Jahren.
In den Jahren von 2003 bis 2005 sowie 2009 und 2012 wurde Vũ Thị Hương vietnamesische Meisterin im 200-Meter-Lauf und 2003, 2009 und 2012 siegte sie auch über 100 Meter. Zudem wurde sie 2013 Landesmeisterin in der 4-mal-100- und 4-mal-200-Meter-Staffel.

## Persönliche Bestleistungen
- 100 Meter: 11,34 s, 13. Dezember 2009 in Vientiane (vietnamesischer Rekord)
  - 60 Meter (Halle): 7,24 s, 31. Oktober 2009 in Hanoi (vietnamesischer Rekord)
- 200 Meter: 23,27 s, 29. Dezember 2010 in Đà Nẵng (vietnamesischer Rekord)
- 100 m Hürden: 14,04 s, 12. September 2011 in Ho-Chi-Minh-Stadt
  - 60 m Hürden (Halle): 8,49 s, 2. November 2009 in Hanoi